# Beginbos
Het Beginbos is een park dat deel uitmaakt van de stadsbossen van Almere. Het Beginbos vormt met het Vroege Vogelbos een aaneengesloten langgerekte strook langs de zuidkant van de A6 tussen Almere-Haven en Almere Stad. Aan de westzijde wordt het Beginbos gescheiden van het Kromslootpark door de Havendreef. Het Beginbos vormt een geheel met het Vroege Vogelbos.
Het bos kreeg zijn naam omdat hier met de aanleg van Almere Haven werd begonnen. Het eerste bosontwerp dateert van 1973, vanaf 1974 zijn er bomen geplant. In de jaren 1970 stond hier de werkschuur van de boomplanters. Deze schuur was een van de eerste gebouwen van Almere. De aanplant was bedoeld om de toekomstige bewoners enige natuurlijke beschutting te bieden in de open polder. De woningbouw langs het park begon in 1976.
Op initiatief van de landelijke Bomenstichting werd in 1989 een deel van het Beginbos hernoemd in Vroege Vogelbos. Dit gebeurde ter gelegenheid van het tienjarig bestaan van het Vara-radioprogramma Vroege Vogels dat vanuit gebouw 'Het Eksternest' werd uitgezonden. 
Beatrixpark ·
Beginbos ·
Bos der Onverzettelijken ·
Cascadepark ·
Den Uylpark ·
Ebenezer Howardpark ·
Hannie Schaftpark ·
Homeruspark ·
Stadslandgoed de Kemphaan ·
Kromslootpark ·
Lage Vaartoever ·
Laterna Magikapark ·
Leeghwaterplas ·
Lumièrepark ·
Meridiaanpark ·
Muzenpark ·
Noorderleede Oever ·
Oostelijke Groene Wig ·
Overgooische Zoom ·
Polderpark ·
Vroege Vogelbos ·
Westelijke Groene Wig